# 11136 Shirleymarinus
11136 Shirleymarinus (1996 XW12) là một tiểu hành tinh vành đai chính được phát hiện ngày 8 tháng 12 năm 1996 bởi Spacewatch ở Kitt Peak.